# Rheingold (album Klausa Schulzego)
Rheingold – album Klausa Schulzego z gościnnym udziałem Lisy Gerrard, wydany w 2008 roku. Materiał został nagrany podczas występu w ramach festiwalu The Night of Prog w niemieckim Loreley. Utwór dodatkowy został nagrany w studiu w Hambühren.
Tytuł albumu nawiązuje do Złota Renu, wstępu do dramatu muzycznego Pierścień Nibelunga Richarda Wagnera. Cztery z sześciu tytułów utworów to imiona bohaterów tego dramatu.
Okładka albumu została zaprojektowana przez Thomasa Ewerharda.

## Lista utworów
Autorem muzyki jest Klaus Schulze. Autorem tekstów jest Lisa Gerrard.

### CD1
1. Alberich – 24:54
2. Loreley   (śpiew – Lisa Gerrard)   – 39:35

### CD2
1. Wotan – 10:03
2. Wellgunde   (śpiew – Lisa Gerrard)   – 14:56
3. Nothung – 11:20
4. Nibelungen  (utwór dodatkowy) – 31:27